# Guatteria ouregou
Guatteria ouregou là loài thực vật có hoa thuộc họ Na. Loài này được (Aubl.) Dunal mô tả khoa học đầu tiên năm 1817.